# Углич (станция)
Углич — тупиковая железнодорожная станция Октябрьской железной дороги в одноимённом городе Ярославской области. Открыта в 1937 году в составе 48-километровой одноколейной тупиковой железнодорожной ветки Калязин — Углич.
Станция имеет здание вокзала слева по ходу движения из Калязина и одну боковую низкую пассажирскую платформу. Не оборудована турникетами. Электрификация отсутствует.

## Железнодорожное сообщение[2]
| № поезда       | Маршрут движения           | № поезда  | Маршрут движения |
| -------------- | -------------------------- | --------- | ---------------- |
| 601Я           | Рыбинск — Москва           | 602Я      | Москва — Рыбинск |
| 682В           | Углич — Сонково            | 681В      | Сонково — Углич  |
| 6976/6628/6627 | Углич — Калязин — Савёлово | 6626/6625 | Углич — Савёлово |